# 削水果男孩
《削水果男孩》是義大利巴洛克藝術大師卡拉瓦喬的繪畫作品，大約在1592年至1593年期間繪製。

## 外部連結
- Caravaggio's fruit（页面存档备份，存于）
- Caravaggio's secular paintings